# Maho Hanaoka
Pour les articles homonymes, voir Hanaoka.
Maho Hanaoka (花岡 麻帆, Hanaoka Maho) (née le 3 août 1976) est une athlète japonaise spécialiste du saut en longueur et du triple saut. 

## Carrière

### Palmarès
| Année | Compétition                  | Lieu     | Résultat | Épreuve          | Performance |
| ----- | ---------------------------- | -------- | -------- | ---------------- | ----------- |
| 1998  | Championnats d'Asie          | Fukuoka  | 3e       | Triple saut      | 13,24 m     |
| 2000  | Championnats d'Asie          | Djakarta | 3e       | Saut en longueur | 6,61 m      |
| 2000  | Championnats d'Asie          | Djakarta | 3e       | Triple saut      | 13,67 m     |
| 2001  | Jeux de l'Asie de l'Est      | Osaka    | 3e       | Saut en longueur | 6,38 m      |
| 2001  | Jeux de l'Asie de l'Est      | Osaka    | 2e       | Triple saut      | 13,51 m     |
| 2002  | Jeux asiatiques              | Busan    | 2e       | Saut en longueur | 6,47 m      |
| 2005  | Championnats d'Asie          | Incheon  | 8e       | Saut en longueur | 6,35 m      |
| 2006  | Championnats d'Asie en salle | Pattaya  | 1re      | Saut en longueur | 6,40 m      |

### Records
| Épreuve          | Performance | Lieu     | Date             |
| ---------------- | ----------- | -------- | ---------------- |
| Saut en longueur | 6,82 m      | Tokyo    | 10 juin 2001     |
| Triple saut      | 14,04 m     | Shizuoka | 1er octobre 1999 |

| Épreuve          | Performance | Lieu     | Date            |
| ---------------- | ----------- | -------- | --------------- |
| Saut en longueur | 6,57 m      | Tianjin  | 18 février 2003 |
| Triple saut      | 13,27 m     | Yokohama | 27 février 1999 |